# Quilpué
Quilpué este un oraș cu 149.581 locuitori (2002) din regiunea Valparaíso, Chile.